# GLAM (sektor)
GLAM (akronim od od engl. Galleries, Libraries, Archives, Museums: galerije, knjižnice, arhive i muzeje) odnosi se na kulturne institucije čija je misija pružanje pristupa znanju. GLAM institucije i organizacije prikupljaju i održavaju materijale kulturne baštine u javnom interesu. Kao institucije za prikupljanje, GLAM-ovi čuvaju i čine dostupnim primarne izvore dragocjenim za istraživače. 

## Naziv
Verzije skraćenice uključuju GLAMR, koji precizira upravljanje zapisima (Records), te postoji i raniji oblik LAM, koji nije specificirao "galerije" (bilo da se smatra podskupom muzeja, bilo da se potencijalno miješa s komercijalnim ustanovama u kojima se kupuje i prodaju umjetnine).
Kao skraćenica, LAM se koristi od 1990-ih; pojavilo se kada su ove institucije vidjele da se njihove misije preklapaju, stvarajući potrebu za širim grupiranjem industrijskog sektora. To je postalo očito kad su svoje kolekcije postavili na mrežu – umjetnička djela, knjige, dokumenti i artefakti svi su zapravo postali "informativni izvori". Rad na publiciranju kolekcija GLAM sektora na mreži podržaju recimo organizacije poput GLAM Peak u Australiji i Nacionalni digitalni forum na Novom Zelandu.

## Povijest
Pristalice veće suradnje tvrde da je sadašnja konvergencija zapravo povratak tradicionalnom jedinstvu. Te institucije dijele epistemološke veze koje potiču iz Aleksandrijskog muzeja i nastavljaju se kroz kabinete znatiželje okupljene u ranoj modernoj Europi. Vremenom kako su se kolekcije proširivale, postajale su specijaliziranije i njihovi su stanovi bili odvojeni prema obliku informacija i vrstama korisnika. Dalje, tijekom devetnaestog i dvadesetog stoljeća za svaku vrstu institucije razvijala su se posebna profesionalna društva i obrazovni programi.

## GLAM i Wikimediji
Suradnje između GLAM institucija i Wikimedija kroz tzv. GLAMwiki projekte daju sinergijske rezultate spajanjem resursa, metoda i tehnologija za širi ili otvoreni pristup (OpenGLAM) podatcima i medijima kroz Wikimedija projekte. 
GLAMwiki CROATIA/Hrvatska ima za cilj razviti iste suradnje na Wikipediji na hrvatskom i drugim Wikimedija projektima.

## Vanjske poveznice
- Suradnja knjižnica, arhiva i muzeja, OCLC